# Umberto Pettinicchio
Umberto Pettinicchio né à Torremaggiore le 3 juin 1943 est un peintre italien.

## Biographie
Umberto Pettinicchio est né en 1943 et s'est installé à Milan, où il a eu sa première exposition en 1969.
Il suit une formation artistique à l'Académie des beaux-arts de Brera et il a commence à exposer en 1969, notamment à la Nuova Sfera, Milan, 1973, en 1977 au Triptyque de Rome, en 1974 à Il Castello di Milano, en 1975 (édité par Raffaele De Grada). En 1976, Pettinicchio ouvre son atelier milanais via Bolzano, où il produit certaines de ses œuvres importantes avec lesquelles il a acquis une renommée internationale.
Dans les années 1980, il est présent dans diverse expositions en Italie (au Salotto di Como en 1980, à Il Castello di Milano en 1981, à Il Mercante di Milano en 1982) et en Espagne (Sargadelos, Barcelone, 1982, Piquio, Santander, 1982, à la 8e Biennale de Madrid, 1983).
Ses œuvres sont présentes dans sept musées européens, dont le musée des Beaux-Arts des Asturies (en) et le Museo de Arte Moderno y Contemporáneo de Santander y Cantabria (en).
Plusieurs critiques d'art ont écrit sur lui comme Raffaele de Grada, Vittorio Sgarbi, Roberto Sanesi, Dino Villani (it), Davide Lajolo, Anna Maria Carpi (it), Franz Sartori, G.B.Magistri, Domenico Cara, Mario Monteverdi, Romualdo Di Pietro, Ugo Franzolin, Pedro Fiori, Carlo Munari, Vito Apuleio, Giorgio Seveso (it), Flaminio Gualdoni (it), Birgitt Shola Starp, Olghina di Robilant, Armiñio, Damaso Lopez Garcia, Javier Baron Thaidigsmann et Fernando Zamanillo.

## Style
Si dans le processus artistique Pettinicchio traite la blessure de l'homme avec une pulsation expressionniste capable de décoder notre temps dans le rapport d'aberration entre l'équilibre naturel et les poisons de la machine, dans le portrait son regard empathique lit les intrigues dans le cas territorial de notre habit existentiel.

## Expositions
- Accademia di Brera, Milan, 1969.